# Probstzella
Probstzella è un comune di 2 753 abitanti della Turingia, in Germania.
Appartiene al circondario di Saalfeld-Rudolstadt ed è amministrato dalla Verwaltungsgemeinschaft Schiefergebirge.

## Geografia antropica
Il territorio comunale è suddiviso nelle frazioni (Ortsteil) di Probstzella, Arnsbach, Döhlen, Großgeschwenda, Kleinneundorf, Königsthal, Laasen, Lichtentanne, Limbach, Marktgölitz, Oberloquitz, Pippelsdorf, Reichenbach, Roda, Schaderthal, Schlaga e Unterloquitz.